# Antonia Frederick Futterer
Antonia Frederick Futterer (* 12. Juni 1871 in Sydney, New South Wales, Australien; † 25. September 1951 in Famagusta, Zypern) war ein aus Australien stammender US-amerikanischer Bibelforscher und Prediger.

## Biografie
Futterer wurde 1871 in Australien als Sohn eines Deutschen und einer Dänin geboren. In den 1890er Jahren lockte ihn der Goldrausch nach Coolgardie in Westaustralien. Anfälle von Appendizitis zwangen ihn, nach Hause zurückzukehren, wo er dem Tode nahe war.
In einer zufällig aufgeschlagenen Bibel stieß er im Buch der Sprichwörter auf den Eintrag:

“My son, forget not my law; but let thine heart keep my commandments: For length of days, and long life, and peace, shall they add to thee.”

„Mein Sohn, vergiss meine Weisung nicht, und dein Herz behalte meine Gebote, denn sie werden dir langes Leben bringen und gute Jahre und Frieden.“

Futterer schloss einen Pakt mit Gott: sollte er überleben, so wollte er fortan die Bibel predigen. Wieder gesundet kehrte er zu den Goldgräbern zurück und begann zu predigen.
Der Prediger Alexis Jeffries, Vater des Boxweltmeisters Jim Jeffries, schickte Futterer nach Amerika, um dort zu missionieren. 1911 entwickelte Futterer in Oakland seinen „Eye-Ographic Bible Atlas“, eine illustrierte Kurzfassung des Alten Testaments für den Unterricht.
1924 gründete Futterer in Los Angeles die „Bible Knowledge Society“. Zwei Jahre später unternahm er seine erste Reise ins Heilige Land, wo er die Bundeslade zu finden hoffte, die seit der Zerstörung des Tempels Salomons im Jahr 587 v. Chr. verschwunden ist. Nach Jahren der Suche war Futterer der festen Überzeugung, dass die Bundeslade sich in einer Höhle des Berges Nebo befindet. Allerdings blieben seine Anstrengungen ohne Erfolg.
Aus dem Heiligen Land brachte Futterer zahlreiche Fundstücke nach Kalifornien, wo sie heute noch in einer Ausstellung namens „Holyland Exhibition“ in Silver Lake in Los Angeles zu sehen sind.
Im Alter von 78 Jahren zog Futterer nach Zypern, wo er 1951 starb.

## Nachwirkung
Gerüchten zufolge soll Futterer eine Inspirationsquelle für den Filmhelden Indiana Jones gewesen sein.